# San Francisco Menéndez
San Francisco Menéndez es un distrito del municipio de Ahuachapán Sur del Departamento de Ahuachapán, en El Salvador. Es el distrito más occidental de la nación salvadoreña. Tiene una población de 44 906 habitantes según el censo salvadoreño de 2024.
| Censo | Población | Cambio | Porcentaje |
| ----- | --------- | ------ | ---------- |
| 2007  | 42 607    | N/D    | N/D        |
| 2024  | 44 906    | 2 299  | 5.4%       |

## Etimología
El distrito recibió su nombre en homenaje al general Francisco Menéndez Valdivieso, que fue presidente de El Salvador en el siglo XIX.

## Historia
En la sesión de la Asamblea Nacional del 28 de febrero de 1907, se dio cuenta de la solicitud de Gustavo Brickmann de erigir en pueblo al caserío "Cara Sucia" y sus anexos; esta solicitud pasó luego a la Comisión de Peticiones. En la sesión del 8 de marzo de 1907, se dio cuenta del dictamen favorable por la Comisión de Peticiones de la solicitud de Gustavo Brickmann y se pasó a la Comisión de Gobernación y Fomento. En la sesión del 12 de marzo del mismo año, se dio lectura al dictamen favorable por la Comisión de Gobernación de la solicitud de Gustavo Brickmann, el representante Sixto Alberto Padilla pidió dispensa de trámites, y se acordó así. El 13 de marzo de 1907 se puso en discusión el dictamen de la Comisión de Gobernación sobre darles el título de pueblo a los caseríos "Cara Sucia" y "La Soledad" con el nombre de San Francisco, el dictamen fue sostenido por los representantes Vásquez y Padilla, quien pidió que se le nombrase Menéndez en homenaje al general Francisco Menéndez, lo que fue aprobado, y se acordó llamar a la nueva población "San Francisco Menéndez". En la sesión del 14 de marzo de ese año, se dio lectura al decreto que erigía en pueblo el caserío "Cara Sucia" y sus anexos con el nombre de "San Francisco Menéndez", el cual pasó a la Comisión de Corrección de Estilo. Así por el decreto legislativo del 13 de marzo de 1907, ratificado por el presidente Fernando Figueroa el 16 de abril del mismo año, se formó el municipio con los caseríos La Soledad, La Hachadura, Cara Sucia y Garita Palmera, segregados de la jurisdicción de Tacuba y con asiento en el caserío La Soledad.

## Cantones
Para su administración el distrito se divide en 9 cantones, los cuales son: Cara Sucia, El Corozo, El Jocotillo, El Sacramento, El Zapote, Garita Palmera, La Ceiba, La Hachadura (Puesto Fronterizo) y San Benito.

## Patrimonio natural
En la jurisdicción de este municipio está ubicado el parque nacional El Imposible, una de las reservas naturales más importantes de El Salvador.